# Azilal

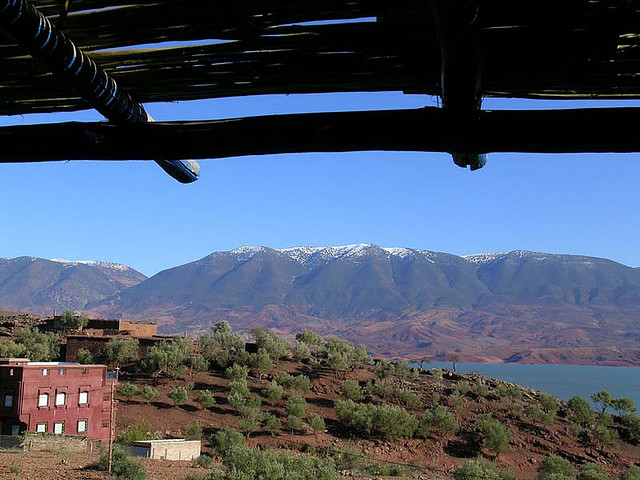
Barragem de Bin el Ouidane, a norte de Azilal

Azilal (em árabe: أزيلال; em tifinague: ⴰⵣⵉⵍⴰⵍ) é uma cidade do centro de Marrocos, capital da província homónima, que faz parte da região de Tadla-Azilal. Em 2004 tinha 27 711 habitantes e estimava-se que em 2012 tivesse 38 126 habitantes.
A cidade situa-se no planalto com o mesmo nome, na parte norte do cordilheira do Alto Atlas, a mais de 1 350 metros de  altitude, a 300 km a sul-sudeste de Casablanca, 160 km a leste-nordeste de Marraquexe e 150 km a sudoeste de Beni Mellal. A distãncia em linha reta entre Azilal e Beni Mellal é de apenas 45 km, mas não há estradas transitáveis que cruzem o vale do El Abid, que separa o Alto Atlas do Médio Atlas, onde se situa a grande barragem de Bin el Ouidane.  45 km. Os limites sul do parque Parque Nacional do Alto Atlas Ocidental encontram-se cerca de 10 km em linha reta a norte da cidade.
Apesar de ser uma capital provincial, com alguns edifícios administrativos e muitas casas novas, a cidade conserva um certo ar de aldeia de montanha. A região tem grande riqueza paisagística. Entre os atrativos turísticos da região podem destacar-se, principalmente pela beleza natural e pelo interesse etnográfico:
- Zona da barragem e lago de Bin el Ouidane. A barragem é alimentada pelo uádi (rio) El Abid, o principal afluente do Morbeia (Oum Er Rbia), é a maior de Marrocos em produção energética e a barragem em abóbada mais alta de África.

- Região da tribo berbere Ait Bouguemez, nomeadamente o profundo o vale do Tassaout, com as suas aldeias típicas berberes, situadas ao longo do vale escavado por uma torrente de monatnha. As aldeias são quase completamente isoladas do resto do mundo e segundo alguns guias de viagem fazem lembrar as regiões remotas dos Himalaias. Só recentemente passaram a ser servidas por estrada transitável durante todo o ano e até há pouco tempo chegavam a estar isoladas durante meses por causa da neve.[5] Ainda conservam os seus celeiros fortificados (agadires) e outras estruturas coletivas.[4]

- Cascatas de Ouzoud — com 110 metros de altura e 90 de largura, situam-se a cerca de 40 km por estrada a oeste de Azilal.[4]

- Gargantas do El Abid — encontram-se alguns quilómetros a norte das cascatas, várias dezenas de quilómetros a jusante da barragem de Bin el Ouidane.[4]